# Tour de l'Eurométropole 2016
Il Tour de l'Eurométropole 2016, settantaseiesima edizione della corsa (fino al 2015 noto come Eurométropole Tour), prima edizione del tour disputatasi come corsa in linea, valido come evento dell'UCI Europe Tour 2016 categoria 1.1, si svolse il 2 ottobre 2016 su un percorso di 195,6 km. La vittoria fu appannaggio dell'olandese Dylan Groenewegen, che terminò la gara in 4h 12' 55" alla media di 46,40 km/h, precedendo i belgi Oliver Naesen e Tom Boonen.
Al traguardo di Tournai furono 35 i ciclisti che portarono a termine la competizione.

## Squadre partecipanti
| N.      | Cod. | Squadra                     |
| ------- | ---- | --------------------------- |
| 1-8     | EQS  | Etixx-Quick Step            |
| 11-18   | FDJ  | FDJ                         |
| 21-28   | IAM  | IAM Cycling                 |
| 31-38   | LTS  | Lotto-Soudal                |
| 41-48   | KAT  | Team Katusha                |
| 51-58   | TLJ  | Team Lotto NL-Jumbo         |
| 61-68   | COF  | Cofidis                     |
| 71-78   | FVC  | Fortuneo-Vital Concept      |
| 81-88   | TSV  | Topsport Vlaanderen-Baloise |
| 91-98   | WGG  | Wanty-Groupe Gobert         |
| 101-107 | CCA  | Color Code-Arden'Beef       |

| N.      | Cod. | Squadra                 |
| ------- | ---- | ----------------------- |
| 111-117 | CRV  | Crelan-Vastgoedservice  |
| 121-128 | AZT  | D'Amico-Bottecchia      |
| 131-138 | LPC  | Leopard Pro Cycling     |
| 141-146 | RML  | Roubaix-Lille Métropole |
| 151-158 | SHI  | Superano Ham-Isorex     |
| 161-168 | PCW  | T.Palm-Pôle             |
| 171-178 | MMM  | Team 3M                 |
| 181-188 | VER  | Veranclassic-Ago        |
| 191-198 | WIL  | Veranda's Willems       |
| 201-208 | WBC  | Wallonie Bruxelles      |

## Ordine d'arrivo (Top 10)
| Pos. | Corridore         | Squadra      | Tempo    |
| ---- | ----------------- | ------------ | -------- |
| 1    | Dylan Groenewegen | Lotto NL     | 4h12'55" |
| 2    | Oliver Naesen     | IAM          | s.t.     |
| 3    | Tom Boonen        | Etixx        | s.t.     |
| 4    | Amaury Capiot     | Topsport Vl. | s.t.     |
| 5    | Florian Sénéchal  | Cofidis      | s.t.     |
| 6    | Nils Politt       | Katusha      | s.t.     |
| 7    | Joeri Calleeuw    | Veranda's    | s.t.     |
| 8    | Jens Debusschere  | Lotto-Soudal | s.t.     |
| 9    | Maarten Wynants   | Lotto NL     | s.t.     |
| 10   | Jürgen Roelandts  | Lotto-Soudal | s.t.     |